# Wyścig Japonii WTCC 2012
Wyścig Japonii WTCC 2012 – dziesiąta runda World Touring Car Championship w sezonie 2012 i trzeci z kolei Wyścig Japonii. Rozegrał się on w dniach 21-23 września 2012 na torze Sonoma Raceway w Sonomie w Stanach Zjednoczonych. W pierwszym wyścigu zwyciężył Yvan Muller z Chevroleta, a w drugim Robert Huff z Chevroleta.

## Lista startowa
| Nr | Kierowca          | Zespół                   | Samochód             | Klasa |
| -- | ----------------- | ------------------------ | -------------------- | ----- |
| 1  | Yvan Muller       | Chevrolet                | Chevrolet Cruze 1.6T | M     |
| 2  | Robert Huff       | Chevrolet                | Chevrolet Cruze 1.6T | M     |
| 3  | Gabriele Tarquini | Lukoil Racing Team       | SEAT León WTCC       | M     |
| 4  | Aleksiej Dudukało | Lukoil Racing Team       | SEAT León WTCC       | MY    |
| 5  | Norbert Michelisz | Zengő Motorsport         | BMW 320 TC           | MY    |
| 6  | Franz Engstler    | Liqui Moly Team Engstler | BMW 320 TC           | MY    |
| 7  | Charles Ng        | Liqui Moly Team Engstler | BMW 320 TC           | MY    |
| 8  | Alain Menu        | Chevrolet                | Chevrolet Cruze 1.6T | M     |
| 11 | Alex MacDowall    | Bamboo Engineering       | Chevrolet Cruze 1.6T | MY    |
| 14 | James Nash        | Team Aon                 | Ford Focus S2000 TC  |       |
| 15 | Tom Coronel       | ROAL Motorsport          | BMW 320 TC           | M     |
| 16 | Alberto Cerqui    | ROAL Motorsport          | BMW 320 TC           | MY    |
| 18 | Tiago Monteiro    | Honda Racing Team JAS    | Honda Civic S2000 TC | M     |
| 20 | Darryl O’Young    | Bamboo Engineering       | Chevrolet Cruze 1.6T | MY    |
| 22 | Tom Boardman      | Special Tuning Racing    | SEAT León WTCC       | MY    |
| 23 | Tom Chilton       | Team Aon                 | Ford Focus S2000 TC  |       |
| 25 | Mehdi Bennani     | Proteam Racing           | BMW 320 TC           | MY    |
| 26 | Stefano D'Aste    | Wiechers-Sport           | BMW 320 TC           | MY    |
| 38 | René Münnich      | Special Tuning Racing    | SEAT León WTCC       | MY    |
| 74 | Pepe Oriola       | Tuenti Racing Team       | SEAT León WTCC       | MY    |
| 75 | Masaki Kanō       | Liqui Moly Team Engstler | BMW 320si            | MY    |
| 80 | Hiroki Yoshimoto  | Tuenti Racing Team       | SUNRED León 1.6T     | MY    |
| 88 | Fernando Monje    | Tuenti Racing Team       | SEAT León WTCC       | MY    |
| Nr | Kierowca          | Zespół                   | Samochód             | Klasa |

| Symbol | Klasa                                   |
| ------ | --------------------------------------- |
| M      | Producent (Manufacturers’ Championship) |
| Y      | Niezależny (Yokohama Trophy)            |

## Wyniki

### Sesje treningowe
| Sesja | Nr | Kierowca   | Zespół    | Samochód        | Czas   | Okr. |
| ----- | -- | ---------- | --------- | --------------- | ------ | ---- |
| 1     | 8  | Alain Menu | Chevrolet | Chevrolet Cruze | 53,855 | 16   |
| 2     | 8  | Alain Menu | Chevrolet | Chevrolet Cruze | 53,750 | 15   |

### Kwalifikacje
| Poz.    | Nr      |         | Kierowca          | Zespół                   | Samochód             | Q1      | Q2      | Poz. s. R1 | Poz. s. R2 | Pkt     |
| II etap | II etap | II etap | II etap           | II etap                  | II etap              | II etap | II etap | II etap    | II etap    | II etap |
| ------- | ------- | ------- | ----------------- | ------------------------ | -------------------- | ------- | ------- | ---------- | ---------- | ------- |
| 1       | 8       |         | Alain Menu        | Chevrolet                | Chevrolet Cruze 1.6T | 52,984  | 52,885  | 1          | 10         | 5       |
| 2       | 1       |         | Yvan Muller       | Chevrolet                | Chevrolet Cruze 1.6T | 52,940  | 52,950  | 2          | 9          | 4       |
| 3       | 2       |         | Robert Huff       | Chevrolet                | Chevrolet Cruze 1.6T | 53,077  | 53,054  | 3          | 8          | 3       |
| 4       | 11      | Y       | Alex MacDowall    | Bamboo Engineering       | Chevrolet Cruze 1.6T | 53,357  | 53,206  | 4          | 7          | 2       |
| 5       | 25      | Y       | Mehdi Bennani     | Proteam Racing           | BMW 320 TC           | 53,652  | 53,224  | 5          | 6          | 1       |
| 6       | 3       |         | Gabriele Tarquini | Lukoil Racing Team       | SEAT León WTCC       | 53,488  | 53,259  | 6          | 5          |         |
| 7       | 15      |         | Tom Coronel       | ROAL Motorsport          | BMW 320 TC           | 53,420  | 53,400  | 7          | 4          |         |
| 8       | 4       | Y       | Aleksiej Dudukało | Lukoil Racing Team       | SEAT León WTCC       | 53,431  | 53,513  | 8          | 3          |         |
| 9       | 74      | Y       | Pepe Oriola       | Tuenti Racing Team       | SEAT León WTCC       | 53,740  | 53,516  | 9          | 2          |         |
| 10      | 26      | Y       | Stefano D'Aste    | Wiechers-Sport           | BMW 320 TC           | 53,696  | 53,729  | 10         | 1          |         |
| 11      | 18      |         | Tiago Monteiro    | Honda Racing Team JAS    | Honda Civic S2000 TC | 53,443  | 53,886  | 11         | 11         |         |
| 12      | 20      | Y       | Darryl O’Young    | Bamboo Engineering       | Chevrolet Cruze 1.6T | 53,608  | 54,491  | 12         | 12         |         |
| I etap  |         |         |                   |                          |                      |         |         |            |            |         |
| 13      | 6       | Y       | Franz Engstler    | Liqui Moly Team Engstler | BMW 320 TC           | 53,742  | –       | 13         | 13         |         |
| 14      | 5       | Y       | Norbert Michelisz | Zengő Motorsport         | BMW 320 TC           | 53,746  | –       | 14         | 14         |         |
| 15      | 22      | Y       | Tom Boardman      | Special Tuning Racing    | SEAT León WTCC       | 53,847  | –       | 15         | 15         |         |
| 16      | 88      | Y       | Fernando Monje    | Tuenti Racing Team       | SEAT León WTCC       | 53,978  | –       | 16         | 16         |         |
| 17      | 80      | Y       | Hiroki Yoshimoto  | Tuenti Racing Team       | SUNRED León 1.6T     | 54,002  | –       | 17         | 17         |         |
| 18      | 7       | Y       | Charles Ng        | Liqui Moly Team Engstler | BMW 320 TC           | 54,030  | –       | 18         | 18         |         |
| 19      | 14      |         | James Nash        | Team Aon                 | Ford Focus S2000 TC  | 54,082  | –       | 21         | 19         |         |
| 20      | 16      | Y       | Alberto Cerqui    | ROAL Motorsport          | BMW 320 TC           | 54,100  | –       | 19         | 20         |         |
| 21      | 23      |         | Tom Chilton       | Team Aon                 | Ford Focus S2000 TC  | 54,330  | –       | 22         | 21         |         |
| 22      | 38      | Y       | René Münnich      | Special Tuning Racing    | SEAT León WTCC       | 54,690  | –       | 20         | 22         |         |
| 22      | 75      | Y       | Masaki Kanō       | Liqui Moly Team Engstler | BMW 320 si           | 55,013  | –       | 23         | 23         |         |

#### Warunki atmosferyczne[1]
| Temperatura toru      | °C    |
| Temperatura powietrza | 28 °C |
| Słońce                | Tak   |
| Opady deszczu         | Nie   |
| Sucho                 |       |

### Wyścig 1
| Poz.              | +/− | Nr |   | Kierowca          | Zespół                   | Samochód             | Okr. | Czas/Strata | Pkt. | Komentarz |
| ----------------- | --- | -- | - | ----------------- | ------------------------ | -------------------- | ---- | ----------- | ---- | --------- |
| 1                 |     | 8  |   | Alain Menu        | Chevrolet                | Chevrolet Cruze 1.6T | 26   | 23:44,880   | 25   |           |
| 2                 |     | 1  |   | Yvan Muller       | Chevrolet                | Chevrolet Cruze 1.6T | 26   | +0,812      | 18   |           |
| 3                 |     | 2  | Y | Robert Huff       | Chevrolet                | Chevrolet Cruze 1.6T | 26   | +1,419      | 15   |           |
| 4                 | 2   | 3  |   | Gabriele Tarquini | Lukoil Racing Team       | SEAT León WTCC       | 26   | +13,828     | 12   |           |
| 5                 | 1   | 11 | Y | Alex MacDowall    | Bamboo Engineering       | Chevrolet Cruze 1.6T | 26   | +14,273     | 10   |           |
| 6                 | 1   | 15 |   | Tom Coronel       | ROAL Motorsport          | BMW 320 TC           | 26   | +19,870     | 8    |           |
| 7                 | 2   | 74 | Y | Pepe Oriola       | Tuenti Racing Team       | SEAT León WTCC       | 26   | +20,415     | 6    |           |
| 8                 | 2   | 26 |   | Stefano D'Aste    | Wiechers-Sport           | BMW 320 TC           | 26   | +20,677     | 4    |           |
| 9                 | 2   | 18 |   | Tiago Monteiro    | Honda Racing Team JAS    | Honda Civic S2000 TC | 26   | +21,284     | 2    |           |
| 10                | 3   | 6  | Y | Franz Engstler    | Liqui Moly Team Engstler | BMW 320 TC           | 26   | +21,490     | 1    |           |
| 11                | 1   | 20 | Y | Darryl O’Young    | Bamboo Engineering       | Chevrolet Cruze 1.6T | 26   | +23,724     |      |           |
| 12                | 3   | 22 | Y | Tom Boardman      | Special Tuning Racing    | SEAT León WTCC       | 26   | +32,605     |      |           |
| 13                | 1   | 5  | Y | Norbert Michelisz | Zengő Motorsport         | BMW 320 TC           | 26   | +32,767     |      |           |
| 14                | 2   | 88 | Y | Fernando Monje    | Tuenti Racing Team       | SEAT León WTCC       | 26   | +34,151     |      |           |
| 15                | 7   | 23 |   | Tom Chilton       | Team Aon                 | Ford Focus S2000 TC  | 26   | +34,615     |      |           |
| 16                | 1   | 80 | Y | Hiroki Yoshimoto  | Tuenti Racing Team       | SUNRED León 1.6T     | 26   | +40,965     |      |           |
| 17                | 3   | 38 | Y | René Münnich      | Special Tuning Racing    | SEAT León WTCC       | 26   | +48,733     |      |           |
| 18                | 10  | 4  | Y | Aleksiej Dudukało | Lukoil Racing Team       | SEAT León WTCC       | 26   | +49,644     |      |           |
| 19                | 2   | 14 |   | James Nash        | Team Aon                 | Ford Focus S2000 TC  | 26   | +1:03,894   |      |           |
| 20                | 3   | 75 | Y | Masaki Kanō       | Liqui Moly Team Engstler | BMW 320 si           | 25   | +1 okr.     |      |           |
| 21                | 16  | 25 | Y | Mehdi Bennani     | Proteam Racing           | BMW 320 TC           | 25   | +1 okr.     |      |           |
| 22                | 4   | 7  | Y | Charles Ng        | Liqui Moly Team Engstler | BMW 320 TC           | 23   | +3 okr.     |      |           |
| Niesklasyfikowani |     |    |   |                   |                          |                      |      |             |      |           |
|                   |     | 16 | Y | Alberto Cerqui    | ROAL Motorsport          | BMW 320 TC           | 14   |             |      |           |

#### Najszybsze okrążenie
| Nr | Kierowca   | Zespół    | Samochód             | Czas   | Okr. |
| -- | ---------- | --------- | -------------------- | ------ | ---- |
| 8  | Alain Menu | Chevrolet | Chevrolet Cruze 1.6T | 53,885 | 2    |

#### Warunki atmosferyczne[1]
| Temperatura toru      | 41 °C |
| Temperatura powietrza | 23 °C |
| Słońce                | Tak   |
| Opady deszczu         | Nie   |
| Sucho                 |       |

### Wyścig 2
| Poz.              | +/− | Nr |   | Kierowca          | Zespół                   | Samochód             | Okr. | Czas/Strata | Pkt. | Komentarz |
| ----------------- | --- | -- | - | ----------------- | ------------------------ | -------------------- | ---- | ----------- | ---- | --------- |
| 1                 |     | 26 | Y | Stefano D'Aste    | Wiechers-Sport           | BMW 320 TC           | 26   | 23:54,717   | 25   |           |
| 2                 |     | 74 | Y | Pepe Oriola       | Tuenti Racing Team       | SEAT León WTCC       | 26   | +2,562      | 18   |           |
| 3                 | 2   | 3  |   | Gabriele Tarquini | Lukoil Racing Team       | SEAT León WTCC       | 26   | +2,845      | 15   |           |
| 4                 | 4   | 2  |   | Robert Huff       | Chevrolet                | Chevrolet Cruze 1.6T | 26   | +3,774      | 12   |           |
| 5                 | 5   | 8  |   | Alain Menu        | Chevrolet                | Chevrolet Cruze 1.6T | 26   | +4,220      | 10   |           |
| 6                 | 3   | 1  |   | Yvan Muller       | Chevrolet                | Chevrolet Cruze 1.6T | 26   | +4,568      | 8    |           |
| 7                 | 1   | 25 | Y | Mehdi Bennani     | Proteam Racing           | BMW 320 TC           | 26   | +4,879      | 6    |           |
| 8                 | 5   | 4  | Y | Aleksiej Dudukało | Lukoil Racing Team       | SEAT León WTCC       | 26   | +7,174      | 4    |           |
| 9                 | 2   | 11 | Y | Alex MacDowall    | Bamboo Engineering       | Chevrolet Cruze 1.6T | 26   | +7,707      | 2    |           |
| 10                | 1   | 18 | Y | Tiago Monteiro    | Honda Racing Team JAS    | Honda Civic S2000 TC | 26   | +10,583     | 1    |           |
| 11                | 2   | 6  | Y | Franz Engstler    | Liqui Moly Team Engstler | BMW 320 TC           | 26   | +11,997     |      |           |
| 12                | 3   | 22 | Y | Tom Boardman      | Special Tuning Racing    | SEAT León WTCC       | 26   | +18,156     |      |           |
| 13                | 1   | 20 | Y | Darryl O’Young    | Bamboo Engineering       | Chevrolet Cruze 1.6T | 26   | +18,945     |      |           |
| 14                | 6   | 16 | Y | Alberto Cerqui    | ROAL Motorsport          | BMW 320 TC           | 26   | +19,154     |      |           |
| 15                | 11  | 15 |   | Tom Coronel       | ROAL Motorsport          | BMW 320 TC           | 26   | +19,492     |      |           |
| 16                | 3   | 14 |   | James Nash        | Team Aon                 | Ford Focus S2000 TC  | 26   | +25,856     |      |           |
| 17                | 1   | 7  | Y | Charles Ng        | Liqui Moly Team Engstler | BMW 320 TC           | 26   | +25,857     |      |           |
| 18                | 3   | 23 |   | Tom Chilton       | Team Aon                 | Ford Focus S2000 TC  | 26   | +26,142     |      |           |
| 19                | 2   | 80 | Y | Hiroki Yoshimoto  | Tuenti Racing Team       | SUNRED León 1.6T     | 26   | +34,762     |      |           |
| 20                | 2   | 38 | Y | René Münnich      | Special Tuning Racing    | SEAT León WTCC       | 26   | +35,074     |      |           |
| 21                | 2   | 75 | Y | Masaki Kanō       | Liqui Moly Team Engstler | BMW 320 TC           | 26   | +40,576     |      |           |
| Niesklasyfikowani |     |    |   |                   |                          |                      |      |             |      |           |
|                   |     | 88 | Y | Fernando Monje    | Tuenti Racing Team       | SEAT León WTCC       | 18   |             |      |           |
|                   |     | 5  | Y | Norbert Michelisz | Zengő Motorsport         | BMW 320 TC           | 0    |             |      |           |

#### Najszybsze okrążenie
| Nr | Kierowca    | Zespół             | Samochód       | Czas   | Okr. |
| -- | ----------- | ------------------ | -------------- | ------ | ---- |
| 74 | Pepe Oriola | Tuenti Racing Team | SEAT León WTCC | 54,239 | 3    |

#### Warunki atmosferyczne[1]
| Temperatura toru      | 33 °C |
| Temperatura powietrza | 23 °C |
| Słońce                | Tak   |
| Opady deszczu         | Nie   |
| Sucho                 |       |